# Переулок

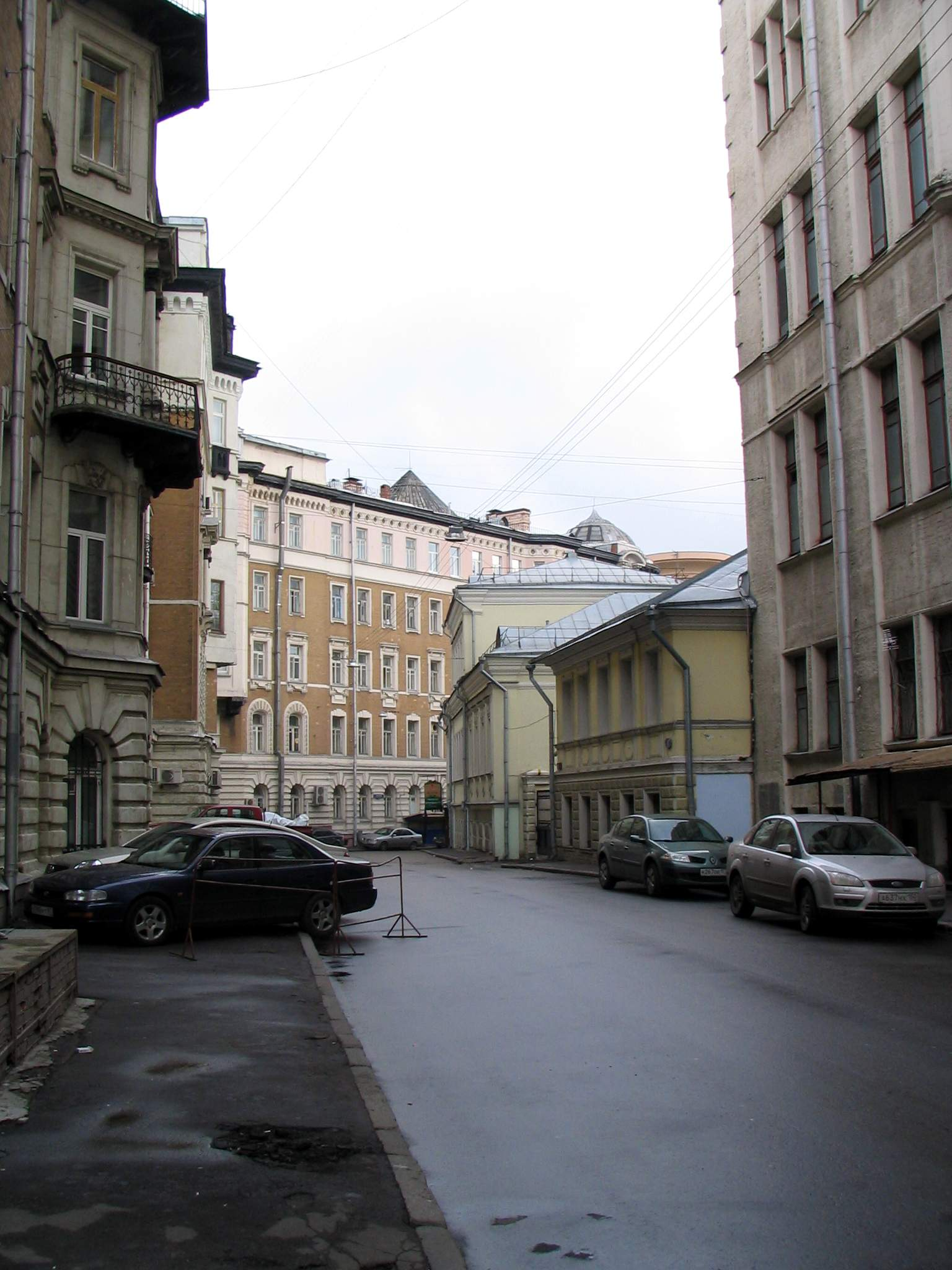
Бобров переулок в Москве

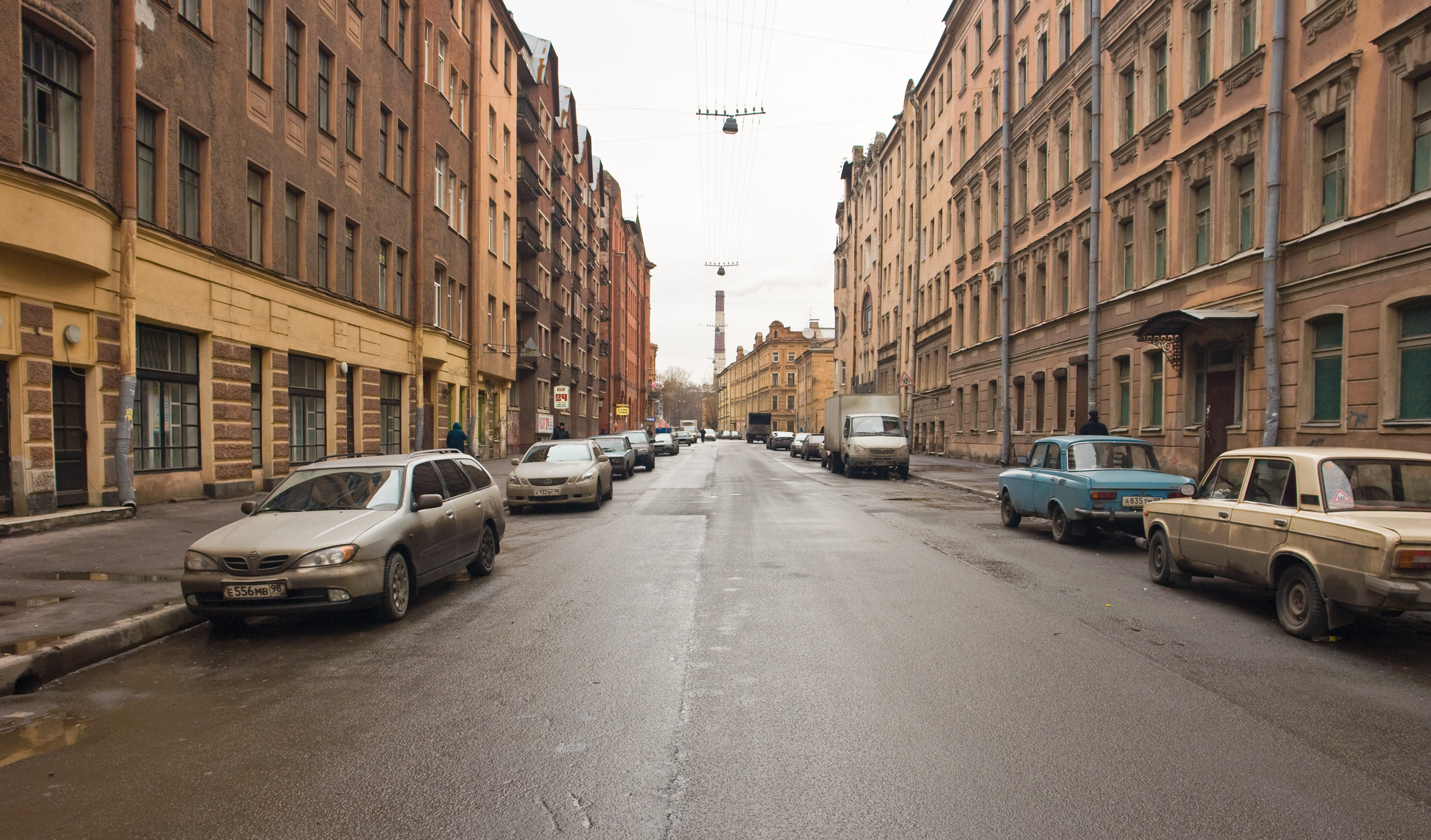
Перекупной переулок Санкт-Петербурга

Переу́лок — маленькая улица, обычно являющаяся поперечным соединением двух более крупных продольных улиц.
По утверждению историка С. К. Романюка, «причудливая вязь переулков» присуща историческим центрам старых городов с хаотичной застройкой: к отдельным участкам прокладывались маленькие тропинки или проулки, которые позднее стали называться переулками. В городах переулки часто получали названия по фамилиям домовладельцев.

## Переулки в различных городах
В Москве до середины XX века переулок был самым распространённым адресным объектом. В начале XIX века в городе было 142 улицы и 518 переулков, а в начале XX века — 404 улицы и 936 переулков и проездов. Название «переулок» в XX веке стало устаревать: новые переулки в Москве теперь называют либо проездами, либо улицами.
В Санкт-Петербурге не все переулки являются узкими и короткими. Например, Вяземский переулок (500 м) имеет бо́льшую ширину, чем некоторые проспекты, а Фонарный переулок (400 м) длиннее, чем иные улицы (Улица Зодчего Росси: 220 м). На ряде коротких переулков стоя́т всего два дома (например, Прудковский переулок). Самое распространённое название переулка в Петербурге — Глухой. За всю историю города насчитывается 44 Глухих переулка. Некоторые переулки какое-то время не имели наименования, и их называли Безымянными. Часть переулков Петербурга впоследствии меняли свой статус, становясь улицами. А Геслеровский и Пороховской переулки даже стали проспектами — Чкаловским и Пискарёвским соответственно.
В Красноярске до революции все улицы, идущие перпендикулярно Енисею, назывались переулками (а те, что параллельно — улицами). В дореволюционном Ростове-на-Дону улицы также располагались вдоль Дона, а переулки — поперёк. В Новокузнецке переулками и проездами назывались маленькие улицы — но в отличие от проезда по переулку не мог передвигаться транспорт.